# Eustrophopsis arizonensis
Eustrophopsis arizonensis es una especie de coleóptero de la familia Tetratomidae.

## Distribución geográfica
Habita en Estados Unidos.